# Chaetura cinereiventris
El vencejo ceniciento (Chaetura cinereiventris), también denominado vencejo cenizo, vencejo chico, vencejo lomigrís y vencejo de vientre gris, es una especie de ave apodiforme de la familia Apodidae que vive en Sudamérica y Centroamérica.

## Descripción
Es un vencejo de pequeño tamaño que mide unos 11,5 cm de largo y pesa unos 15 g. Sus partes superiores son negras con una banda triangular que cruza su obispillo, sus partes inferiores son de color gris. Su cola es larga y de color gris oscuro.

## Distribución y hábitat
Esta especie cría en las selvas de las colinas del interior de la cuenca del Amazonas y el Orinoco, Nicaragua y el sur de Brasil, Paraguay y el norte de Argentina, además de las antillas Menores del sur.

## Comportamiento
El vencejo ceniciento se alimenta cazando al vuelo insectos voladores. Suele volar bajo sobre las carreteras y los claros de los bosques por las mañanas y los atardeceres, y vuela por encima de los bosques, a menudo con otros vencejos, en la parte central del día.
Construye nidos en forma de medio cuenco realizado con ramitas pegadas con su saliva viscosa, que adosa a los huecos de los árboles, chimeneas o cualquier lugar umbrío similar.